# Neckarwestheim
Neckarwestheim là một thị xã nằm ở huyện Heilbronn, bang Baden-Württemberg, tây nam Đức. Nằm bên bờ sông Neckar, nơi đây nổi tiếng với Nhà máy điện hạt nhân Neckarwestheim.

## Danh sách thị trưởng
- 1977–1995: Horst Armbrust
- 1996–2016: Mario Dürr
- 2016–: Jochen Winkler[2]

## Địa phương kết nghĩa
- Ceton, Orne, Pháp.